# Della sfera e del cilindro
Della sfera e del cilindro è un doppio libro scritto da Archimede e riguarda i rapporti tra le due figure geometriche.

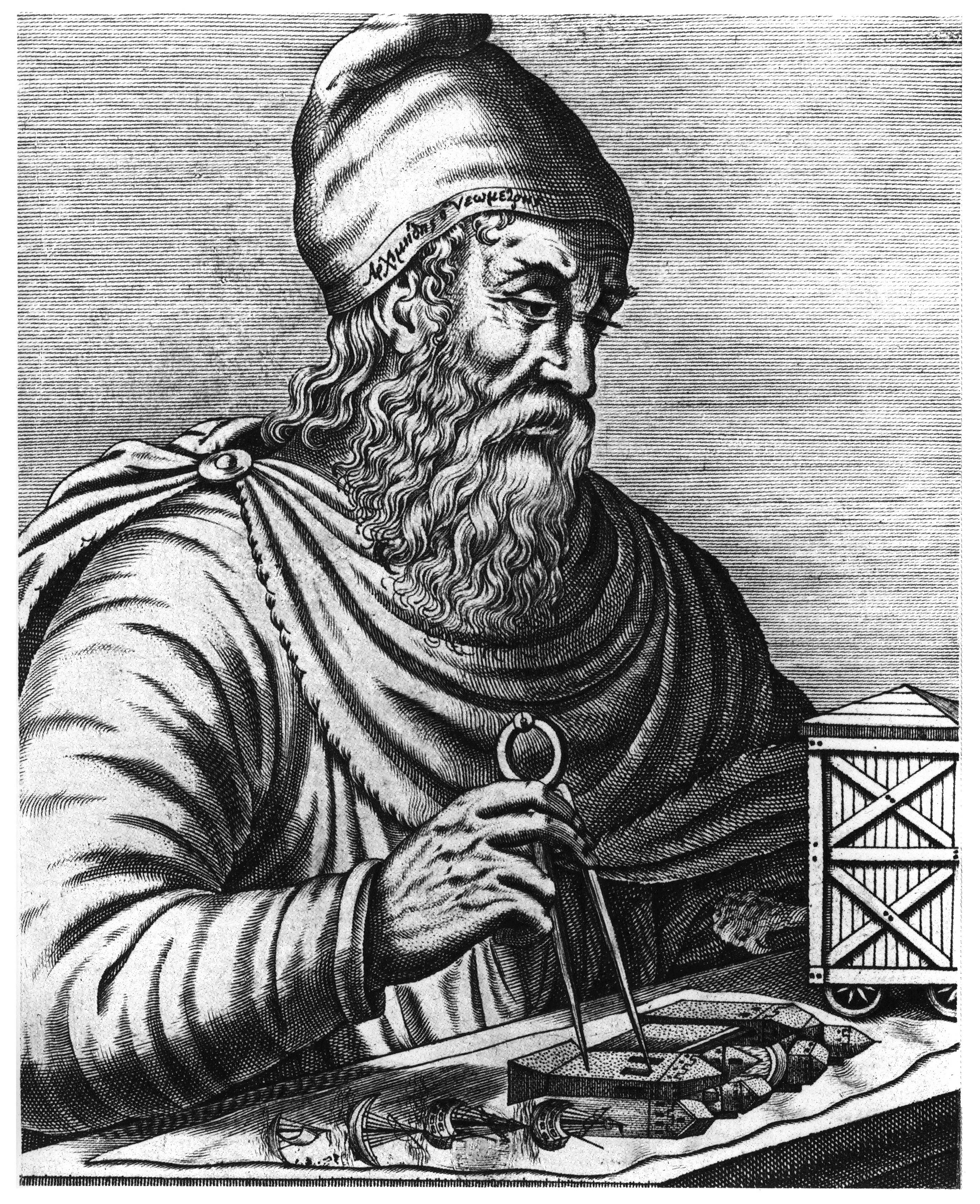
Ritratto di Archimede

La prima edizione latina illustrata del trattato fu pubblicata a Venezia nel 1573 dal matematico Niccolò Tartaglia, in collaborazione col tipografo Venturini-Ruffinelli.

## Alcune delle proposizioni contenute
1. si misura la superficie laterale d'un cilindro retto, moltiplicando la circonferenza della base per la sua altezza;
2. la superficie laterale di un cono si ottiene moltiplicando la circonferenza della base per metà del lato;
3. la superficie di una sfera è uguale al quadruplo d'un gran cerchio della stessa sfera;
4. per ottenere il volume di un cilindro, si moltiplica il circolo di base per la sua altezza;
5. per avere il volume di un cono, si moltiplica il circolo di base per il terzo dell'altezza;
6. per ottenere il volume di una sfera si moltiplica per il terzo del raggio la superficie di essa.

Inoltre è contenuta la famosa proposizione: "la superficie del solido inscritto è uguale ai 2/3 della superficie totale del cilindro; e così il volume della sfera è i 2/3 del volume del cilindro."

## Sulla sfera e il cilindro

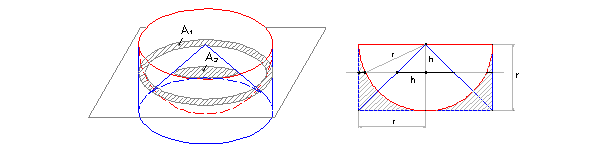

Il volume della sfera è 2/3 di quello di un cilindro avente per base un cerchio massimo della sfera e per altezza il diametro di essa

La coppa di Luca Valerio

Di questo importante risultato di Archimede si fornisce di seguito una dimostrazione, seguendo un ragionamento dovuto a Luca Valerio, matematico del Cinquecento molto stimato da Galilei.
Sia dato un cilindro avente base di raggio r ed altezza r, e si inscrivano in esso una mezza sfera ed un cono, come in figura.
Consideriamo il cono ed il solido che si ottiene sottraendo la mezza sfera dal cilindro (la scodella di Luca Valerio).
Tagliando queste due figure con un piano parallelo alla base, si ottengono due sezioni concentriche: una corona circolare A1 ed un cerchio A2 di raggio h.
Si può vedere facilmente che le aree di queste due sezioni sono uguali:
{\displaystyle A_{1}=\pi \cdot r^{2}-\pi (r^{2}-h^{2})=\pi \cdot h^{2}=A_{2}}
Questo risultato di uguaglianza vale per tutti i possibili piani sezionanti paralleli alla base delle figure.
Luca Valerio, usando il metodo degli indivisibili, considera la scodella e il cono come composti dagli infiniti "fogli" di spessore infinitesimo generati dai piani sezionanti, e giunge a concludere che i due volumi, essendo composti da fogli di area uguale sono uguali. 
Ma il volume del cono è 1/3 di quello del cilindro. 
Allora il volume della mezza sfera è uguale a 2/3 di quello del cilindro, che è proprio l'enunciato del teorema.
In bella sintesi, questi risultati possono essere detti nel modo seguente:
I tre volumi: del cono, della sfera e del cilindro, stanno fra loro come i numeri 1, 2 e 3.
Si dice che Archimede volesse incisa sulla sua pietra tombale la figura di una sfera ed un cilindro, a ricordo  della  sua  grande  scoperta. E si dice che questa volontà fu fatta eseguire dal console Marcello. Cicerone racconta che al tempo in cui era questore in Sicilia, la curiosità lo spinse a cercare la tomba di Archimede, e trovandosi un giorno fuori della porta di Siracusa, vide tra altre tombe una colonna con su incisa la figura di una sfera ed un cilindro. Fatto sgombrare il sito dagli sterpi riconobbe, dalle iscrizioni corrose dal tempo, che quella era proprio la tomba di Archimede che cercava.

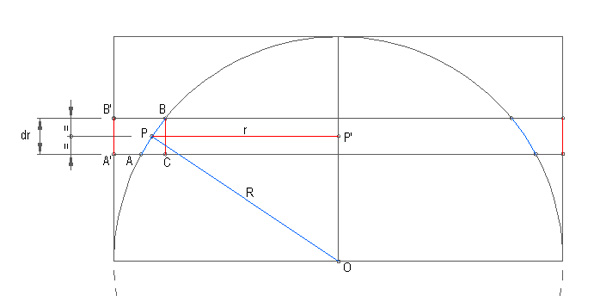

La superficie della sfera è uguale alla superficie laterale di un cilindro avente per base Il cerchio massimo della sfera e per altezza il diametro di essa. 
Dimostrando questa proposizione si dimostra anche che la superficie della sfera è  4  volte il  suo cerchio  massimo.  Infatti la superficie  laterale del  cilindro che consideriamo vale:
{\displaystyle S=2\pi r\cdot 2r=4\pi r^{2}}.
Consideriamo due generici piani orizzontali distanti un infinitesimo dr, che tagliano le superfici della sfera e del cilindro come in figura.
Dimostriamo che la superficie laterale del cilindro elementare di altezza A'B' = dr  è uguale alla superficie generata dalla rivoluzione del segmento AB intorno all'asse OP', cioè:
{\displaystyle \mathrm {d} r\cdot 2\pi R=AB\cdot 2\pi r}
che equivale a dire:
{\displaystyle \mathrm {d} r\cdot R=AB\cdot r}
oppure:
{\displaystyle {\mathrm {d} r \over r}={AB \over R}}
Ma questa proporzione è evidente nella figura, data la similitudine dei triangoli OPP' ed ABC, formati da rette perpendicolari fra loro.
Avendo preso le distanze dr infinitamente piccole, in modo da rettificare gli archi APB, allora, sommando tutte le superfici elementari del cilindro e della sfera, si ottengono due superfici uguali.